# Svitanje (Kociper)
Svitanje je drama Stanka Kocipra. Napisana je bila leta 1936, vendar je ostala v rokopisu. Leta 1952, ko je že živel v Argentini, je po tej napisal novo dramo z istoimenskim naslovom.

## 1. RAZLIČICA (1936)

### Osebe
- Martin Veldin, šef tvornice Veldin et Co.
- Jurij Mrkun, njegov družabnik
- Franjo Košir, družabnik
- Igo, Breda, koširjeva otroka
- Milka, Veldinova zasebna tajnica
- Ivo Slak, inženir zaposlen pri Veldinu
- Jan, sluga
- Vodja delavcev
- Množica delavcev

### Vsebina

#### 1. dejanje
Pri Veldinu praznujejo jubilej firme. Igo precej surovo snubi Milko, jo skuša pridobiti zase in za zaroto zoper Veldina: Mrkun bi si rad prilastil formulo mortiferja, strašnega razstreliva, ki ga je bil izumil Slak, izdeloval bi ga v lastni tovarni in s tem uničil Veldina. Milka Slaka ljubi, sovraži brezdušno obsedenost z denarjem, zato Igove ponudbe z gnusom odkloni. Zarotniki sklenejo uporabiti Bredo, ki računa na poroko z Mrkunom: omreži naj Slaka in mu izmami formulo. Bredi se namera posreči, a Milka, ki je prizor med njo in Slakom skrivaj opazovala, mu razodene prevaro. Razočarani Slak pove, da je vse le pohlep, gonja za denarjem. Razkrije se mračno poslanstvo njegovega izuma: vzpodbudil bo nasilje, vsesplošni boj, smrt.

#### 2. dejanje
Igo poskuša narediti razstrelivo po formuli, ki jo je prinesla Breda, a brez uspeha. Sledi prepir med domačini. Občutek katastrofe se po prihodu Mrkuna, Slaka in Veldina še okrepi. Prihiti Milka z zastrašujočo novico, da prihaja množica delavcev, ki so v tovarni vse razbili, ko so izvedeli, da se mortifer v Ameriki že proizvaja. Novica se sicer izkaže za lažno, saj je to le Mrkunova spletka zoper Veldina, a v splošni zmedi je Igo ubit, Veldin pa z obljubo skorajšnje produkcije in višjih plač ogorčenje množice preobrne v navdušeno odobravanje. Slak je zgrožen nad posledicami. Milka ga nagovarja, naj odkrije svoj pravi smisel in pokaže ljudem pot iz smrti v življenje.

#### 3. dejanje
Slaka hudo muči zavest krivde in ko ga obišče Veldin, ga skuša prepričati, naj ne začne z izdelavo mortiferja. Pokaže se, da se tudi Veldin počuti mrtvega, da hrepeni po novem življenju. Ker je sam brez dedičev, izroči Slaku papirje, v katerih ga je potrdil z družabnika, češ naj on poizkusi drugače, naj porabi kapital za novo pot, ki ne bo vodila v blaznost in smrt. Nato odide. Prikaže se Košir, skoraj nor od bolečine zaradi sinove smrti, odkloni denar, ki mu ga ponuja Slak: denar namreč ubja. Ko Košir skrivnostno odide, prihiti Breda, ki že vso noč išče očeta; tudi ona noče Slakovega denarja, obtoži ga, da je morilec. Slak doživi težko duševno krizo, v kateri se mu zruši sistem vrednot, je tik pred samomorom. Medtem pride zunaj do silovitega viharja in močne detonacije – Košir je spustil v zrak tovarno, vse je uničeno, v eksploziji umre tudi Veldin: denar je pobral svoje žrtve. Novico pove Milka, ki prihiti vsa v skrbeh za Slaka. Za njo pritiska množica razjarjenih delavce, Slaka hočejo ubiti, ker jim je njegov mortifer porušil tovarno. V Slaku se ob Milki zbudi novo življenje: sezidal bo novo tovarno, a ne za mortifer, saj sta najvišji zapovedi ljubezen in ustvarjanje.  Množica se pomiri in razide, Slak pa ob naraščajoči svetlobi in vse glasnejšem ptičjem petju tesno objame Milko.

## 2. RAZLIČICA (1952)

### Osebe
- Robert Bernard, predsednik atomske komisije
- Bessie, njegova hči
- Arthur G. Sotter, tehnični šef atomskega zavoda
- Freddie, njegov sin
- Eric Reeder, atomski fizik
- Philip Gowan, njegov asistent
- Mike Fedin, član atomske komisije
- Irene Lando, predsednikova tajnica
- Sinichi Taago, mali japonski deček

### Vsebina
Godi se prva leta po koncu 2. svetovne vojne.

#### 1. dejanje
Pri Bernardovih je sprejem ob državnem prazniku. Demonični pohabljenec Fedin je odkril dr. Reederja, ki je izpopolnil atomsko bombo. Fedin sovraži svet, vse mu je zgolj snov, denar, moč. Pride oslepeli Gowan, ki ga vodi Sinichi; Tajnici Ireni pove, da so iz atomskega zavoda že dlje časa odnašali zaupne podatke in da je prof. Benson, eden od članov zavoda, izginil. Alarmirana je obveščevalna služba, vsi člani zavoda so sumljivi. Stvar je še toliko nujnejša, ker je Reeder tik pred odkritjem, ki bo revolucija za vso znanost. Ko Reeder izve, da je Gowan oslepel, doživi mračno zmagoslavje. Asistentova slepota je namreč prvi dokaz, da je njegova teorija pravilna, saj je oslepel od sevanja, ki je nastalo pri razbitju atomov. Bessie, ki Gowana ljubi in se hoče z njjim poročiti, obtoži Reederja, da je nečloveški.

#### 2. dejanje
Sotter je negotov zaradi preiskave, vidi se, da je v zadevo do vratu vpelten. Stisko še poveča Freddie, ki si je z življenjem na veliki nogi nakopal dolg, zdaj prosi očeta za pomoč. Oče mu razkrije, da je vse njegovo bogastvo zgolj videz, obupan sklene, da bo prosil za denar Fedina, s katerim ima še neke račune. Afera s profesorjem Basonom se zaostruje, nekdo v zavodu mora biti izdajalec in vzdrževati zvezo z njim. Sum pade na Reederja, odpustijo ga, nadzorujejo, vanj pa zaupa le Irene, ki ga ljubi. Pred člani zavoda Reeder pove bistvi svojega odkritja: pocenitev in popolna kontrola atomske energije. Sum, ki pade nanj, ga ne vznemirja; ko mu Bernard izroči listino o odpustu, jo ravnodušno raztrga, češ da je prepozno. Sotter na samem prosi Fedina za denar, a ta cinično odkloni. Freddie obupan plane iz hiše, oče pa v skrbeh za njim. Gowan s premišljenim manevrom odkrije, da je izdajalec Fedin, zapiske naj bi iz zavoda tihotapil v votli palici, na katero se opira. Fedin je pripravljen moriti, a Gowan, ki je le igral slepoto, ga obvlada in pred vsemi razkrinka. Irene je srečna, da je Reeder oproščen suma. Vtem poči zunaj strel, Freddie je naredil samomor. Sotter je zaradi bolečine iz uma, le Fedin, ki uživa v zlu, se satansko reži.

#### 3. dejanje
Reederja, že težko bolnega, v stanovanju pričaka Sotter, grozi, da ga bo ustrelil, ker mu je ubil sina. Toda zlomi se in prizna, da je on kradel atomske tajnosti za Fedina, ta pa da jih je predajal sovražni strani, da bi zanetil uničujočo vojno in se maščeval človeštvu; gotovo bo izdal tudi njega. Sotter v zmedenosti sklene, da bo vse uničil, in ko sliši prihajati ljudi, panično zbeži. Pride Bernard, Reederja hoče razveseliti z novico, da so našli pravega krivca. A Reederja že obhaja strah pred lastnim izumom. Boji se, da bi pomagači zločinskega Fedina prišli do njegovih odkritij in v svoji blaznosti uničili svet. Prihajajo tudi drugi, da bi se Reederju opravičili in proslavili srečen konec afere. Ko Reedere zve, da je Gowan le igral slepoto, da bi lažje ujeli zločinca, spozna, da sam z lastno smrtjo dokazuje pravilnost svoje teorije. Zasliši se strašna eksplozija: blazni Sotter je vrgel v zrak atomski zavod in pri tem umrl. Tudi dragoceni elaborat o izumu je uničen. Umirajoči Reeder si oddahne. Zdaj ve, da je snov nič, v njem se porajata vera in upanje v zmago življenja onstran smrti. Poslovi se od ljubeče Irene in umre, blaženo zroč v prvo jutranjo luč: dočakal je “svitanje“.

## Objava in uprizoritve
Pred Svitanjem je Kociper za maturantsko predstavo predelal dramo Janeza Jalna Dom, vendar mu je profesor slovenščine Franc Sušnik svetoval, naj napiše kaj bolj izvirnega. Tako je za ta namen leta 1936 nastala drama Svitanje, vendar je zamudil rok in maturantske predstave − premiere ni bilo. Kot novopečeni študent jo je nato v Ljubljani ponudil uredniku Doma in sveta Tinetu Debeljaku, ta pa je ni hotel objaviti, ker delo obravnava utopično a hkrati preroško temo o smrtonosnem orožju, slonečem na razbitju atomov, ki ga v tedanji zasnovi avtor imenuje mortifer. Drama je tako ostala v rokopisu, ki ga je po čudežu shranila Kociprova mati in mu ga skrivaj poslala v Argentino. Leta 1952 je tako napisal novo verzijo drame, ki pa ima s prvotno skupno samo idejno osnovo; vse drugo temelji že na realnih danostih resnične atomske bombe in dobe. To novo verzijo je uprizorila igralska skupina Gong v Buenos Airesu, v španskem prevodu pa jo je uprizorila tudi skupina CETU-Companía Experimental de Teatro Universal. Tiskana je bila leta 1956 v št. 475/6 revije Slobodna Jugoslavija v Münchnu.